# Andreea Adespii
Andreea Adespii (fostă Molnar, n. 9 mai 1990, în Brașov) este o jucătoare profesionistă de handbal din România, care din vara lui 2023 va evolua pentru echipa Sepsi SIC Sfântu Gheorghe.

## Biografie
Andreea Adespii a început să joace handbal după ce tatăl său, fost handbalist și el, a înscris-o mai întâi la echipe de atletism și de volei. Andreea a evoluat apoi ca junioară la Clubul Sportiv Școlar Sfântu Gheorghe. Începând din 2005, ea a fost convocată la echipele naționale de junioare și tineret ale României. Adespii a jucat în 43 de meciuri pentru echipa de junioare, în care a înscris 147 de goluri. Ulterior, ea a fost selectată la Centrul Național Olimpic de Excelență Râmnicu Vâlcea (CNOE).
În 2009, ea s-a transferat la HC Dunărea Brăila și, tot în acel an, handbalista a fost în centrul unui scandal desfășurat la CNOE Râmnicu Vâlcea. Adespii și alte handbaliste, precum surorile Alexandra și Roxana Păvălache sau Marcela Malac, l-au acuzat pe antrenorul Lucian Râșniță de hărțuire sexuală. În urma scandalului, antrenorul Râșniță a fost demis.
Cu HC Dunărea Brăila, Adespii a jucat trei ani în cupele europene: în Cupa Cupelor, în 2009-2010, și în Cupa EHF, în 2010-2011 și 2012-2013. Începând din 2014 până în 2020, Andreea Adespii a fost componentă a echipei SCM Râmnicu Vâlcea. În 2020, s-a transferat la SCM Craiova. Pe 11 aprilie 2023 s-a anunțat că din vara lui 2023, handbalista va juca pentru Sepsi SIC Sfântu Gheorghe, în Divizia A.

## Palmares
- Cupa Cupelor:
  - Turul 4: 2010

- Cupa EHF:
  - Optimi: 2011
  - Turul 3: 2013, 2019

- Liga Națională:
  -  Câștigătoare: 2019
  -  Medalie de bronz: 2014

- Cupa României:
  -  Finalistă: 2019
  - Semifinalistă: 2011, 2013

- Supercupa României
  -  Câștigătoare: 2018
  -  Finalistă: 2019